# مورچه‌خوار غول‌پیکر
مورچه‌خوار غول‌پیکر، مورچه‌خوار بزرگ یا مورچه‌خوار خرسی (نام علمی: Myrmecophaga tridactyla) پستانداری حشره‌خوار است که بومی آمریکای مرکزی و جنوبی می‌باشد. این گونه یکی از چهار گونه زنده مورچه‌خوار است و به همراه تنبل‌ها در راسته کرک‌داران قرار می‌گیرند. در مقایسه با دیگر مورچه‌خواران و تنبل‌های منقرض نشده که درخت‌پیما یا نیمه‌درخت‌پیما هستند، مورچه‌خوار بزرگ زمین‌پیما است. فرگشت این گونه احتمالاً تحت تأثیر گسترش پوشش گیاهی ساوانا در آمریکای جنوبی بوده. مورچه‌خوار بزرگ بزرگ‌ترین گونه در تیره مورچه‌خواران است و ممکن است طول بدنش از ۱۸۲ تا ۲۱۷ سانتی‌متر و وزنش در جنس ماده ۲۷ تا ۳۹ و در جنس نر ۳۳ تا ۴۱ کیلوگرم باشد. این گونه به وسیله پوزه دراز، دم پرپشت، سرپنجه بلند و خز رنگیش قابل تشخیص است.
مورچه‌خوار غول‌پیکر توسط اتحادیه بین‌المللی حفاظت از طبیعت جزو گونه‌های آسیب‌پذیر طبقه‌بندی شده‌است. این جانور در بسیاری از مناطقی که قبلاً زیستگاهش بوده منقرض شده‌است. عوامل تهدیدکنندهٔ بقای مورچه‌خوار بزرگ آتش‌سوزی و تهدیدهای انسانی مانند تخریب زیستگاه، شکار غیرقانونی به‌خاطر پوست و گوشت، تصادف با اتومبیل و حملهٔ سگ‌ها هستند. این حیوان به دلیل آهسته راه رفتن و پوست قابل اشتعالش در برابر آتش‌سوزی و دود ناشی از آن بسیار آسیب‌پذیر است.

## نگارخانه

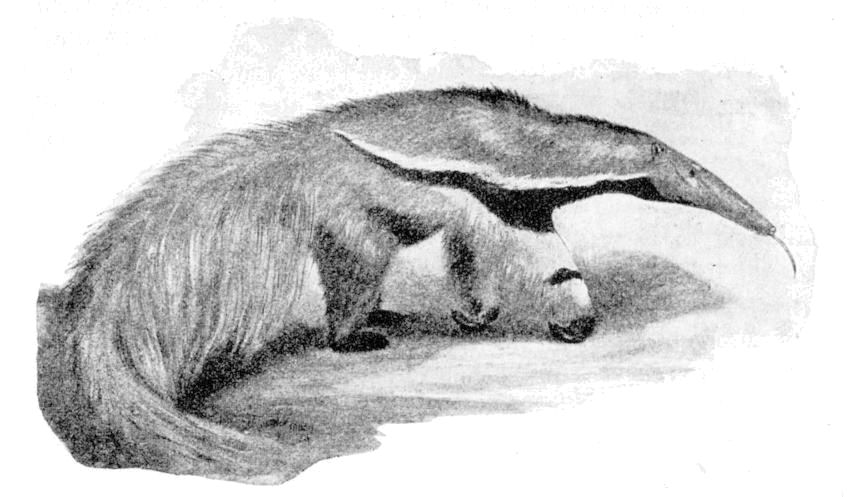
از کتاب تاریخ طبیعی کمبریج، جلد پنجم پستانداران
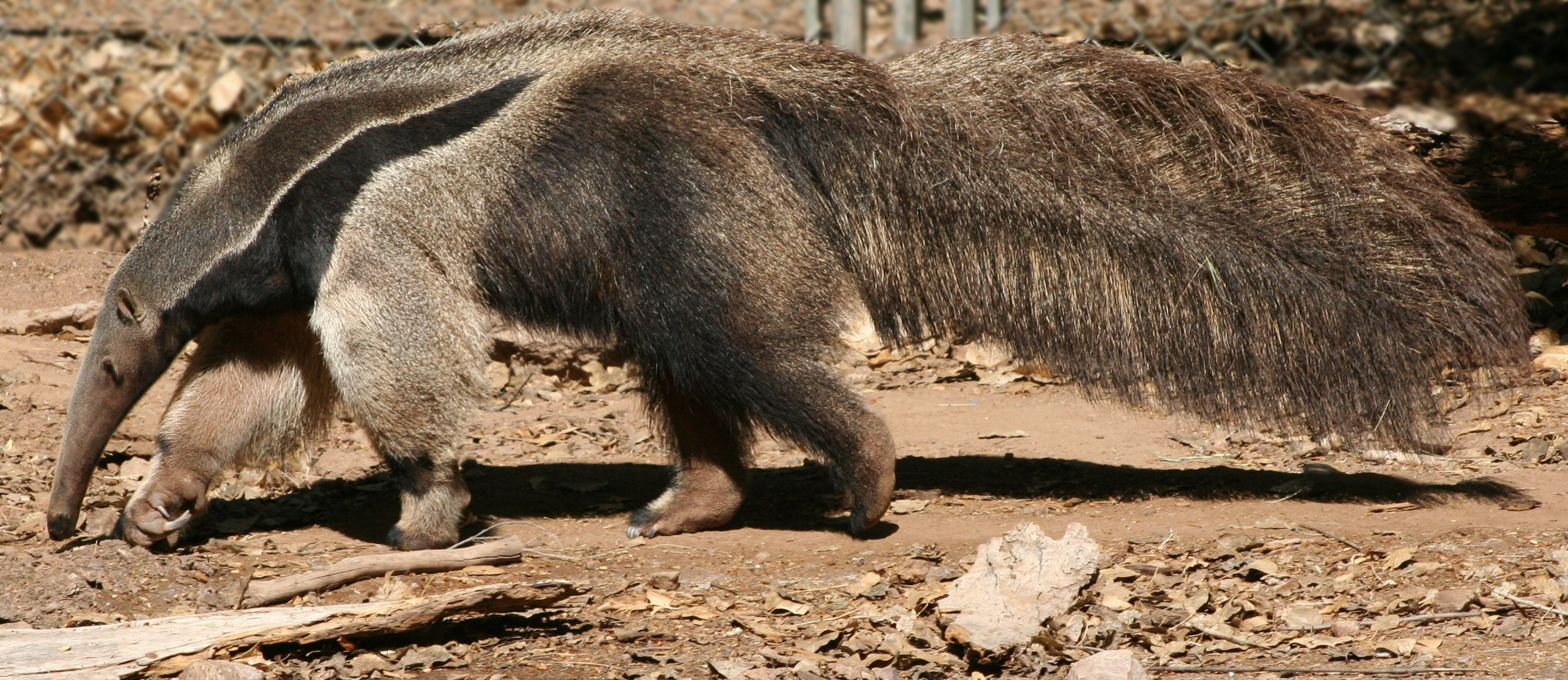
نما از پهلو در باغ‌وحش فونیکس
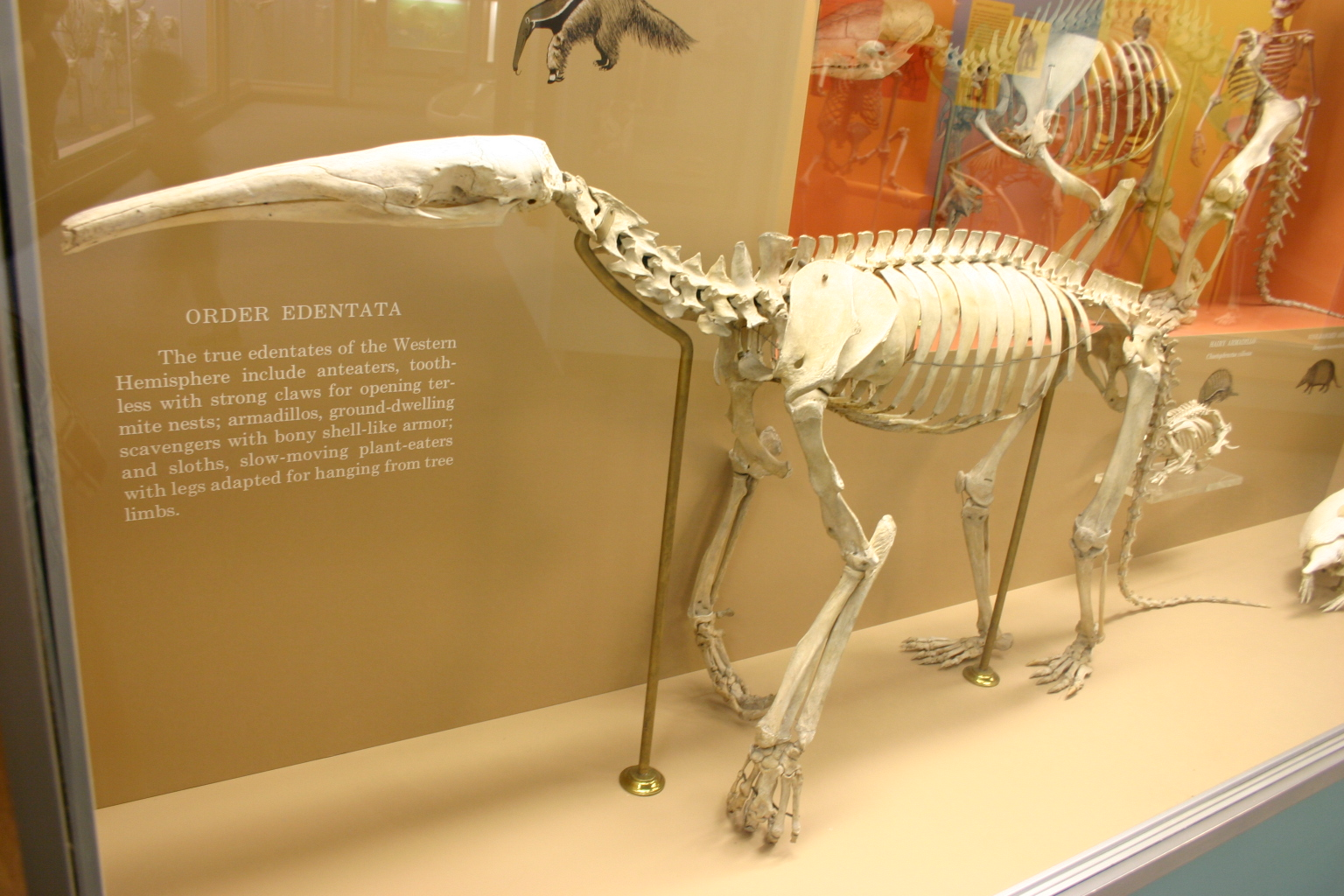
اسکلت سوار شده
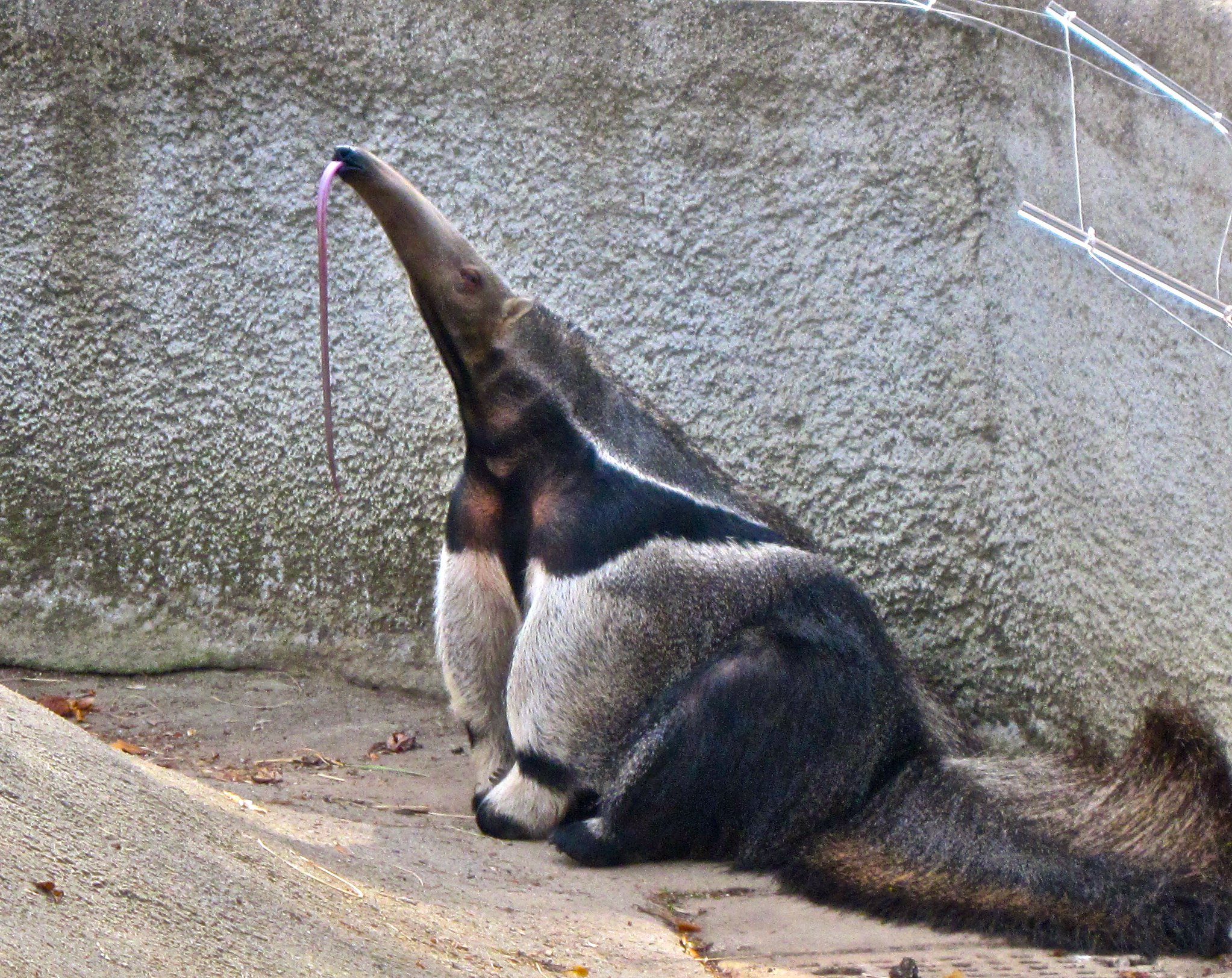
در حال بیرون آوردن زبان در باغ‌وحش دیترویت
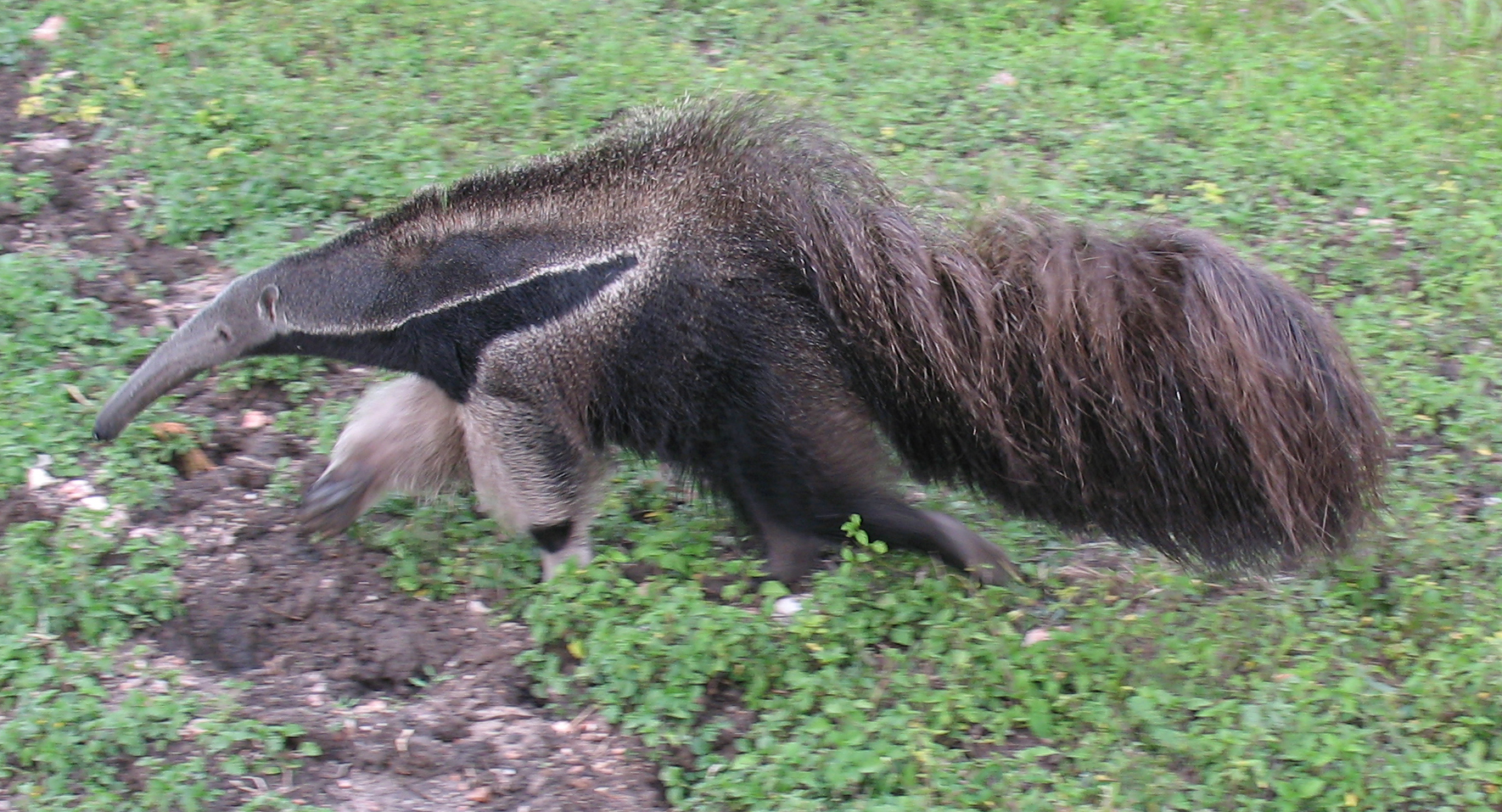
در پانتانال برزیل
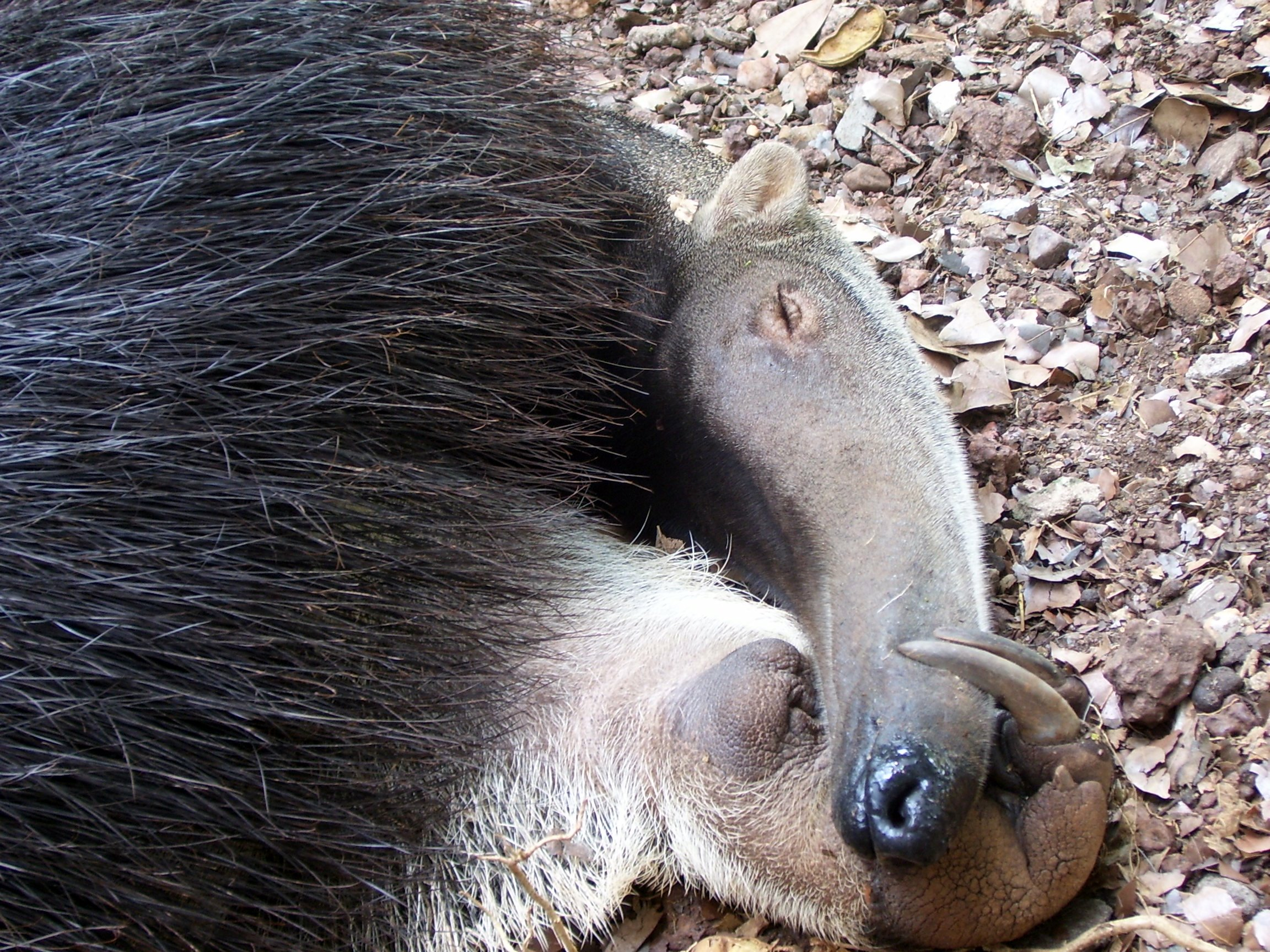
در حال خواب
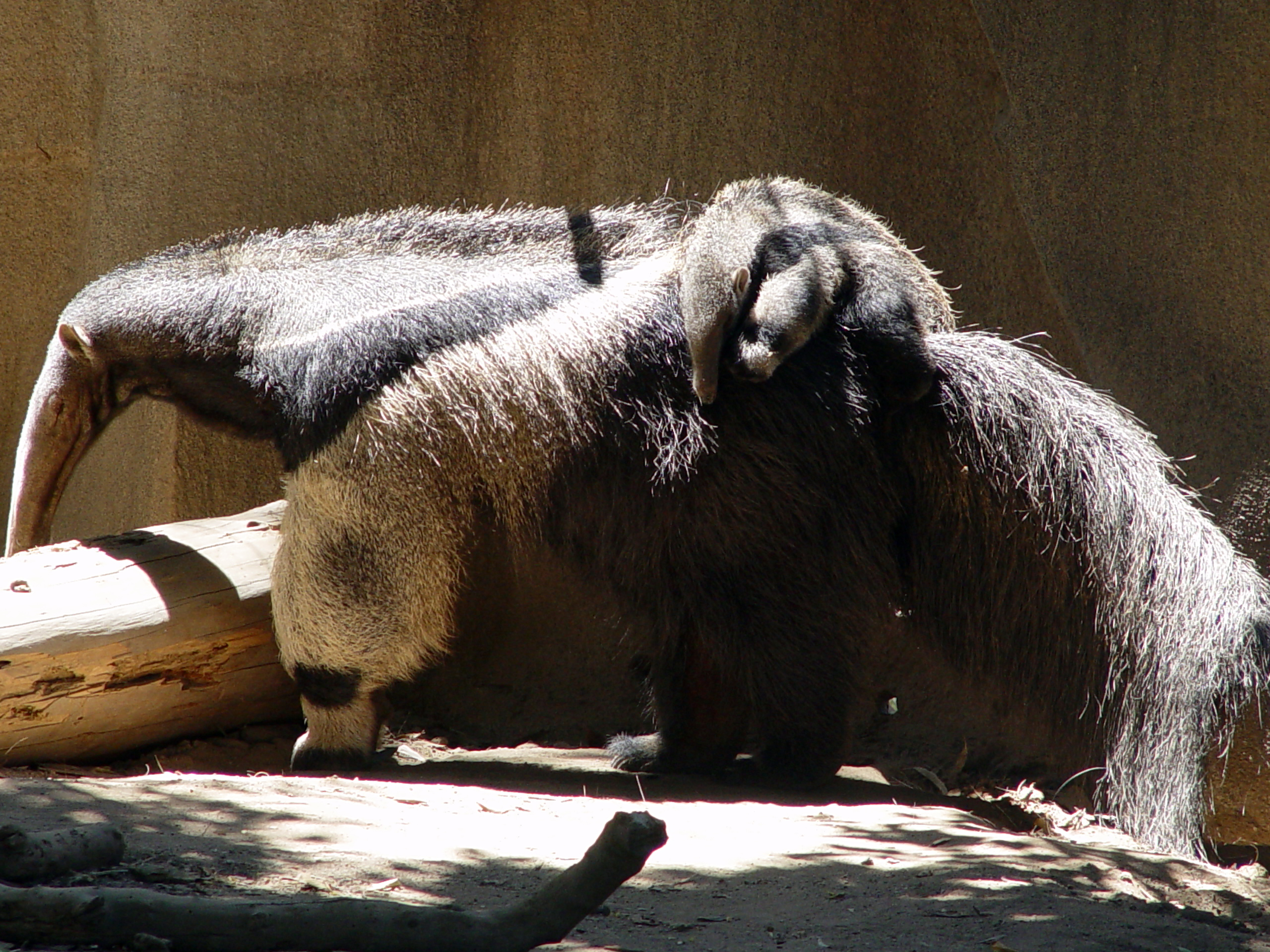
توله بر پشت بالغ